# Piedad Córdoba
 (janvier 2024).
Si vous disposez d'ouvrages ou d'articles de référence ou si vous connaissez des sites web de qualité traitant du thème abordé ici, merci de compléter l'article en donnant les références utiles à sa vérifiabilité et en les liant à la section « Notes et références ».
Pour les articles homonymes, voir Córdoba.
Piedad Córdoba, née le 25 janvier 1955 à Medellín (Antioquia) où elle meurt le 20 janvier 2024, est une avocate et femme politique colombienne. Elle est représentante entre 1992 et 1994 et sénatrice entre 1994 et 2010 sous les couleurs du Parti libéral colombien, puis de nouveau sénatrice de 2022 jusqu'à son décès sous celles du Pacte historique.

## Biographie
Piedad Esneda Córdoba Ruíz est née à Medellin dans une famille d'enseignants ; son père, Zabulón Córdoba, était le frère de Diego Luis Córdoba (es). Sa famille paternelle était de longue date investie au sein du Parti  libéral colombien dans la région du Chocó, où elle défendait les droits des Afro-Colombiens. Elle étudie à l'université pontificale bolivarienne, dans sa ville natale, et y décroche un diplôme d'avocat avec une spécialisation dans le droit du travail en 1977. Elle travaille ensuite comme líderesa social dans les quartiers de Medellín. En 1984, elle accède à son premier poste public en tant que contrôleuse municipale adjointe de Medellín, où elle développe une relation étroite avec le maire puis sénateur William Jaramillo Gómez (es), figure de l'aile gauche du Parti libéral qui en fait la secrétaire général de la mairie durant son mandat de maire (1986-1988). En 1988, elle devient conseillère municipale de Medellín sous les couleurs du Parti  libéral colombien. 
Piedad Córdoba est élue représentante de l'Antioquia en 1991 (es) et siège jusqu'en 1994. Au début des années 1990, elle est l'avocate du président Ernesto Samper à l'occasion du Procès 8000. Elle est élue au Sénat colombien en 1994 (es) et est ensuite réélue en 1998 (es), 2002 (es), 2006 (es) et 2010. Elle joue une rôle important au Sénat, participant à de nombreuses commissions sénatoriales, et au sein du Parti libéral colombien, où la possibilité de sa candidature présidentielle est plusieurs fois évoquée. En 2010 , elle obtient le nombre de suffrages le plus élevé de toute sa carrière politique et la troisième de son parti. Tout au long de sa carrière, elle promeut des projets en faveur des mères communautaires, des femmes chefs de famille, de la communauté afro, de la communauté LGBTIQ+ et contre la violence domestique et la corruption.
En 1999, elle est kidnappée par les Autodéfenses unies de Colombie (AUC) et libérée quelques semaines plus tard, après avoir été interrogée par leur chef Carlos Castaño.  Cela l'amène à se réfugier quelque temps avec ses enfants au Canada. Plusieurs témoins affirment que même pendant sa captivité, elle n'est pas restée silencieuse, mais a eu le courage d'affronter l'un des hommes les plus violents de l'histoire récente de la Colombie.
C'est à partir de son deuxième mandat comme sénatrice qu'elle s'affirme comme une des voix principales du camp cherchant la paix civile en Colombie par le biais des négociations. La recherche de la paix de sa part était cependant entourée de controverses. Beaucoup lui reprochaient sa proximité avec Hugo Chávez. À la mort du dirigeant vénézuélien, tous les projecteurs étaient braqués sur elle lorsqu'elle pleurait sur son cercueil. Selon beaucoup, sa proximité avec les FARC était telle que beaucoup l'ont identifié avec Alias Theodora, une informatrice de la guérilla naviguant entre le monde politique colombien et le gouvernement vénézuélien, dont le pseudonyme a été trouvé dans les ordinateurs de Raúl Reyes saisis à l'occasion de sa mort en 2008.

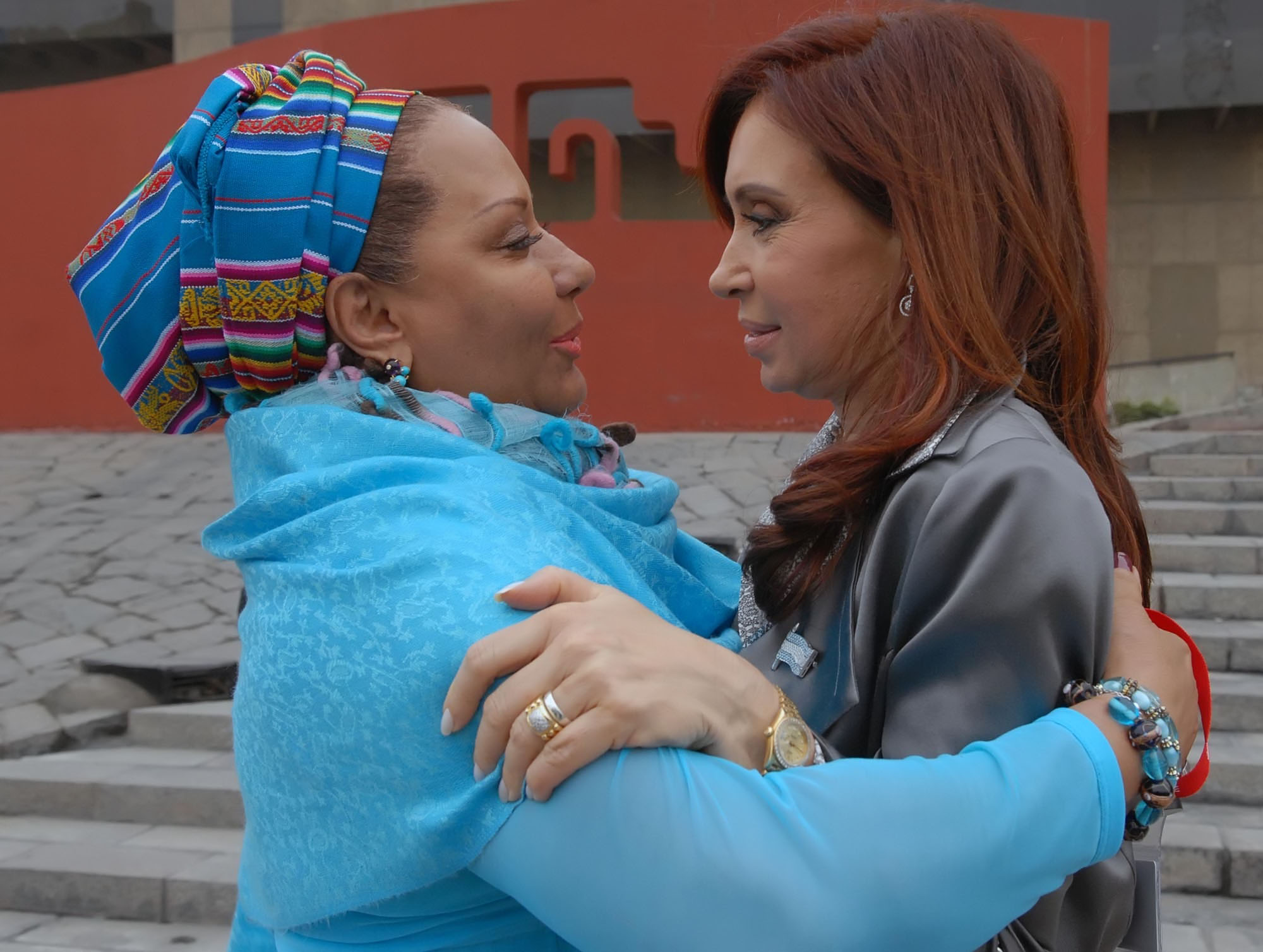
Piedad Cordoba et la présidente argentine Cristina Fernández de Kirchner.

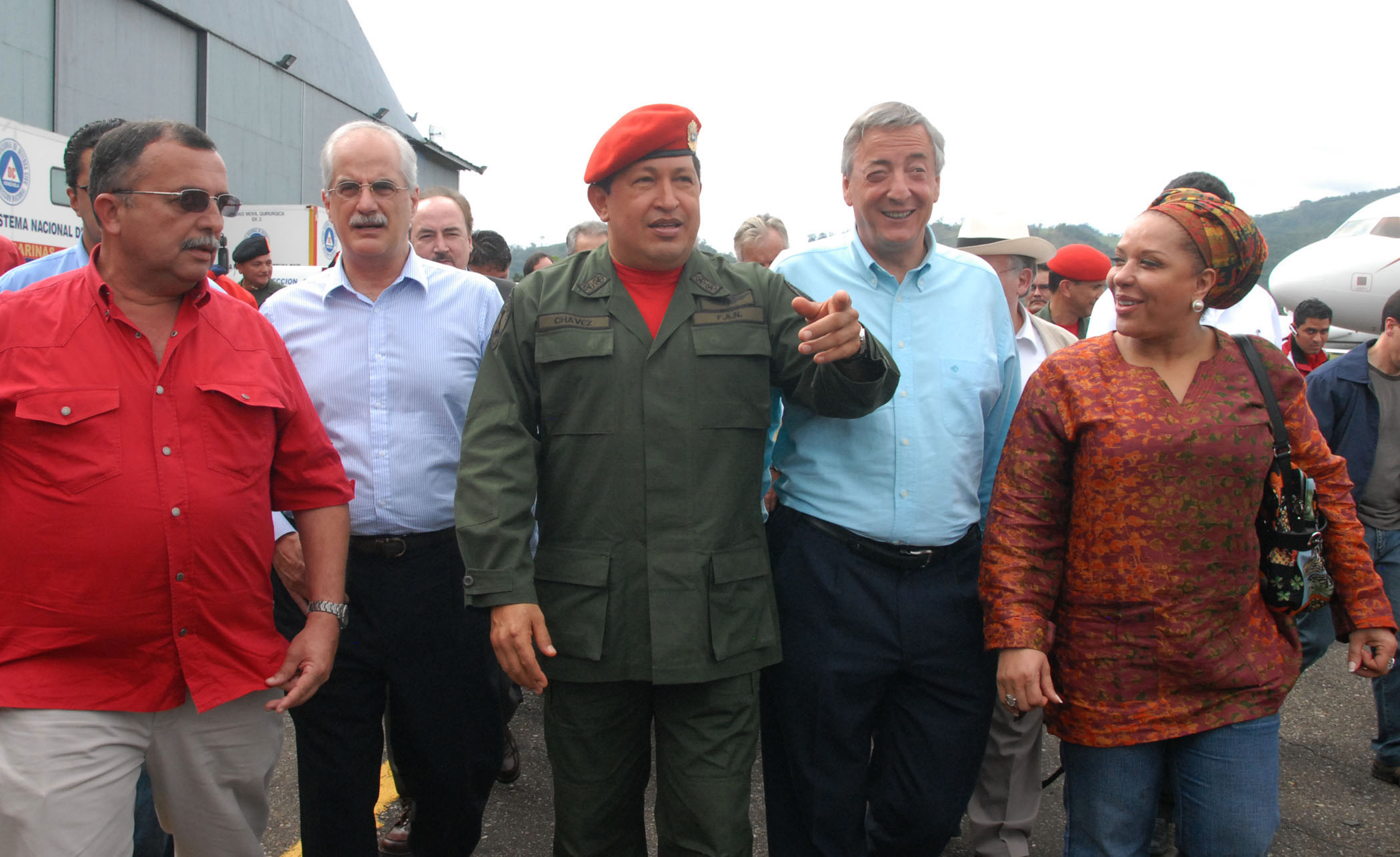
Piedad Cordoba et le président vénézuélien Hugo Chávez.

Entre 2005 et 2010, sous la présidence d'Álvaro Uribe elle est l'une des cibles d'un programme d'espionnage et de discrédit des opposants, mis en œuvre par le Département administratif de sécurité (DAS).
En 2007, elle a suscité une grande controverse en accusant Alvaro Uribe d'être lié aux paramilitaires et en déclarant lors d'un symposium tenu à Mexico, que les gouvernements progressistes d’Amérique latine devaient rompre les relations avec la Colombie. Malgré ses divergences avec Uribe, le gouvernement la nomme facilitatrice de l’accord humanitaire avec les FARC. Cette décision la propulse au niveau national et en fait le porte-drapeau de la libération des otages. Avec la médiation du président vénézuélien Hugo Chávez, que Uribe a également autorisé, Córdoba se rapproche des FARC et réussit à rencontrer plusieurs anciens commandants des Farc comme Simón Trinidad et alias Sonia (es) (prisonniers aux États-Unis), Raúl Reyes et Iván Márquez. Cependant, le gouvernement Uribe lui retire cette mission de médiation en l’accusant de ne pas respecter les accords et de divulguer des informations à la guérilla.
En 2010, elle est démise de ses fonctions de sénatrice par le Procureur général (es), Alejandro Ordóñez (es), une décision qui a ensuite été annulée par un arrêt de la Cour interaméricaine des droits de l'homme. Piedad Córdoba est accusée de collaboration avec les FARC et interdite d'exercer toute fonction publique pendant dix-huit ans. Six ans plus tard, le Conseil d'État retire les deux accusations faute de preuves,.
Après avoir dû quitter le Sénat, Piedad Córdoba continue à travailler pour les kidnappés, cette fois avec l'aide de Colombiens et Colombiennes pour la paix (es) une ONG qu'elle a fondé et dirige depuis 2008, qui milite pour une solution pacifique au conflit. Avec d'autres députés comme Iván Cepeda et Gloria Inés Ramírez, leurs efforts permettent de libérer quatorze personnes kidnappées par les FARC, parmi lesquelles des militaires et des hommes politiques tels que Jorge Géchem Turbay, Luis Eladio Pérez et Clara Rojas. Pour ses engagements en faveur de la libération des otages détenus par les groupes rebelles, des droits des populations indigènes marginalisées et de projets sociaux destinés à lutter contre la pauvreté, elle a été proposée au prix Nobel de la paix en 2009 par Adolfo Pérez Esquivel.
En 2018, elle est candidate à la présidence et dépose plus de 835 000 signatures avec le mouvement Poder ciudadano (Pouvoir citoyen) mais finit par renoncer à sa candidature par manque de soutiens. En novembre 2021, Piedad Córdoba démissionne du Parti libéral et a rejoint le Pacte historique, la coalition dirigée par Gustavo Petro, alors candidat à la présidence et est choisie comme candidate au Sénat sur la liste du Pacte Historique aux élections législatives de 2022.
En novembre 2023, la Cour suprême de justice ouvre une enquête sur la responsabilité présumée de Piedad Córdoba dans les crimes d’enrichissement illicite de proches parents entre 2006 et 2012. Elle a consacré les derniers jours de sa vie à défendre son frère Álvaro Córdoba, qui au début de l'année 2023 avait plaidé coupable aux États-Unis pour le crime de narcotrafic.
Piedad Córdoba meurt le 20 janvier 2024 d’un infarctus à Medellin.